# Liste de suites de nombres premiers
Certains nombres premiers peuvent appartenir à diverses catégories de nombres remarquables.
Autrement dit, des suites (finies ou infinies) de nombres premiers ayant des propriétés particulières communes peuvent être établies, au sein de l'ensemble infini des nombres premiers.
Le présent article s'intéresse aux suites de nombres premiers appartenant à diverses catégories remarquables pour leur intérêt mathématique ou parfois ludique.
Il existe des formules qui donnent exclusivement des nombres premiers (nombres de Mills).

## Nombre premier d'uneclasse de congruence

### Nombre premier de Pythagore
Premier congru à 1 modulo 4.

### Entier naturel premier deGauss
Nombre premier qui, dans l'anneau des entiers de Gauss, est aussi un élément premier, c'est-à-dire qui est congru à 3 modulo 4.

### Entier naturel premier d'Eisenstein
Nombre premier qui, dans l'anneau des entiers d'Eisenstein, est aussi un élément premier, c'est-à-dire qui est congru à –1 modulo 3.

## Nombre premier lié auxpuissances de 2

### Nombre deFermatpremier
Premier de la forme {\displaystyle F_{n}:=2^{2^{n}}+1}, avec {\displaystyle n} entier naturel. On n'en connait que cinq : {\displaystyle F_{0},\cdots ,F_{4}}.

### Nombre deMersennepremier
Premier de la forme {\displaystyle M_{p}=2^{p}-1}.
Voir aussi : Nombre double de Mersenne (seulement quatre premiers connus : M3, M7, M31, M127), et Nombre de Catalan-Mersenne (seulement cinq : 2, M2, M3, M7, M127).

### Nombre premier dePierpont
Premier de la forme {\displaystyle 2^{u}3^{v}+1}.

### Nombre de Prothpremier
Premier de la forme {\displaystyle k2^{n}+1}, avec {\displaystyle 0<k<2^{n}}.

### Nombre deThebitpremier
Premier de la forme {\displaystyle 3\!\!\times \!\!2^{n}-1}.

### Nombre premier de Wagstaff
Premier de la forme {\displaystyle {\frac {2^{n}+1}{3}}}.

### Nombre premier de Wieferich
Premier p tel que p2 divise 2p–1 – 1 (d'après le petit théorème de Fermat, tout nombre premier p > 2 divise le nombre 2p–1 – 1).
Les seuls nombres premiers de Wieferich connus sont 1 093 et 3 511. On ignore si l'ensemble des nombres premiers de Wieferich est fini ou infini.

### Nombre de Woodallpremier
Premier de la forme {\displaystyle n2^{n}-1}.

### Nombre deCullenpremier
Premier de la forme {\displaystyle n2^{n}+1}.

## Nombre premier extrait d'unesuite récurrente linéaire

### Nombre premier de Fibonacci
Nombre à la fois premier et de Fibonacci.

### Nombre premier deLucas
Nombre à la fois premier et de Lucas.

### Nombre dePellpremier
Nombre à la fois premier et de Pell.

### Nombre de Newman-Shanks-Williams premier
Nombre à la fois premier et de Newman-Shanks-Williams.

### Nombre de Perrinpremier
Nombre à la fois premier et de Perrin.

## n-upletde nombres premiers distants d'écarts constants

### Couple
Les suites suivantes concernent les couples de deux nombres premiers (non nécessairement consécutifs) de la forme (p, p + k), où l'écart k est un entier strictement positif.

#### Écart impair
Pour chaque k impair, il existe au plus un couple (donc pas du tout ou pas vraiment de suite de couples) de nombres premiers distants d'écart k : le couple (2, 2 + k), si 2 + k est premier.

#### Écart pair
- (p, p + 2) : nombres premiers jumeaux.
- (p, p + 4) : nombres premiers cousins.
- (p, p + 6) : nombres premiers sexy.
- (p, p + 8) : suite A156320 de l'OEIS.
- (p, p + 10) : suite  A140445.
- (p, p + 12) : suite  A156323.
- (p, p + 14) : suite  A140446.
- (p, p + 18) : suite  A156328.
- (p, p + 22) : suite  A140447.

### n-uplets suivants
- Triplet de nombres premiers de la forme (p, p + 2, p + 6) ou (p, p + 4, p + 6).
- Quadruplet de nombres premiers de la forme (p, p + 2, p + 6, p + 8).
- Quintuplet de nombres premiers de la forme (p, p + 2, p + 6, p + 8, p + 12) ou (p – 4, p, p + 2, p + 6, p + 8).
- Sextuplet de nombres premiers de la forme (p – 4, p, p + 2, p + 6, p + 8, p + 12).

## Nombre combinatoire premier

### Nombre deBellpremier
Premier égal au nombre de partitions d'un ensemble fini.

### Nombre premier factoriel
Premier de la forme n! ± 1.

### Nombre premier primoriel
Premier de la forme pn# ± 1.

### Nombre d'Euclidepremier
Premier de la forme pn# + 1.

### Nombre deMotzkinpremier
Premier égal au nombre de façons de tracer des cordes non sécantes entre n points d'un cercle.

## Bon nombre premier
Premier {\displaystyle p_{n}} tel que {\displaystyle \forall i=1,\cdots ,n-1\quad p_{n}^{2}>p_{n-i}~p_{n+i}}, où {\displaystyle p_{k}} désigne le {\displaystyle k}-ième nombre premier.

## Nombre presque carré premier
Eric Weisstein propose d'appeler « nombre presque carré » un nombre de la forme {\displaystyle n^{2}-k} (où, implicitement, {\displaystyle n} et {\displaystyle k} sont des entiers relatifs non nuls), et donne des liens vers l'OEIS, pour {\displaystyle k} compris entre –5 et 5, pour ces suites de nombres, et pour les sous-suites de ceux qui sont premiers.
L'OEIS contient également des listes pour {\displaystyle k} allant de –6 à –11 ( A056909,  A079138,  A138338,  A138353,  A138355 et  A138362), et de 6 à 8 ( A028880,  A028883 et  A028886).
Exemples :
- Le seul nombre premier de la forme {\displaystyle n^{2}-1} est 3, et le seul nombre premier de la forme {\displaystyle n^{2}-4} est 5. En effet, 1 et 4 sont des carrés parfaits ; on peut donc écrire {\displaystyle n^{2}-k=n^{2}-b^{2}=(n-b)(n+b)}. Ce produit est un nombre premier si et seulement si : {\displaystyle n=b+1} et {\displaystyle 2b+1} est premier.
- Pour {\displaystyle \ell \geq 1}, les nombres de Fermat {\displaystyle 2^{2^{\ell }}+1}, et même les nombres de Fermat généralisés {\displaystyle a^{2^{\ell }}+1}, sont de la forme {\displaystyle n^{2}+1}.
- Pour {\displaystyle \ell \geq 0}, les nombres de Carol {\displaystyle (2^{\ell }-1)^{2}-2} et les nombres de Kynea {\displaystyle (2^{\ell }+1)^{2}-2} sont de la forme {\displaystyle n^{2}-2}.

## Nombre premier deChen
Premier p tel que p + 2 est premier ou semi-premier (c'est-à-dire le produit de deux nombres premiers).
En 1966, Jingrun Chen a démontré qu'il existe une infinité de tels nombres premiers.

## Nombre premier cubain
Premier de la forme {\displaystyle {\frac {x^{3}-y^{3}}{x-y}}=x^{2}+xy+y^{2}} (le nom «cubain» vient des cubes),, avec {\displaystyle x>y>0} entiers, et en particulier {\displaystyle x} égal à {\displaystyle y+1} ou à {\displaystyle y+2}.

## Nombre premier équilibré
Nombre premier situé à égale distance des premiers précédent et suivant.

## Nombrefortunépremier
Pour tout entier {\displaystyle n\geq 1}, le {\displaystyle n}-ième nombre fortuné (suite A005235 de l'OEIS) est l'entier {\displaystyle m} défini par : {\displaystyle p_{n}\#+m} est le plus petit nombre premier strictement supérieur au nombre d'Euclide {\displaystyle p_{n}\#+1}.
On conjecture que tout nombre fortuné est premier.

## Nombre premier harmonique
Pour tout premier {\displaystyle p>3,} le numérateur du {\displaystyle n}-ième nombre harmonique {\displaystyle H_{n}} est divisible par {\displaystyle p} au moins pour les trois valeurs {\displaystyle \ n=p-1,~~n=p^{2}-p,~~n=p^{2}-1.~} Le nombre premier {\displaystyle p} est dit harmonique si ces trois valeurs sont les seules.
Les nombres premiers harmoniques sont 5, 13, 17, 23, 41, 67, etc. (suite A092101 de l'OEIS). On conjecture qu'il en existe une infinité,.

## Nombre premier de Higgs
Premier {\displaystyle p} pour lequel {\displaystyle p-1} divise le carré du produit de tous les nombres premiers de Higgs inférieurs.

## Nombre premier long
Premier {\displaystyle p} tel que dans une base donnée {\displaystyle b} non divisible par {\displaystyle p}, l'entier {\displaystyle {\frac {b^{p-1}-1}{p}}} soit cyclique.

## Nombre deMarkovpremier
Premier {\displaystyle p} pour lequel il existe des entiers {\displaystyle x} et {\displaystyle y} tels que {\displaystyle x^{2}+y^{2}+p^{2}=3xyp}.

## Nombre premier de Pillai
Premier {\displaystyle p} pour lequel il existe un entier {\displaystyle n} tel que {\displaystyle p} divise {\displaystyle n!+1} et {\displaystyle n} ne divise pas {\displaystyle p-1}.

## Nombre premier deRamanujan
Le n-ième nombre premier de Ramanujan est le plus petit entier à partir duquel la fonction « nombre de nombres premiers entre {\displaystyle {\frac {x}{2}}} et {\displaystyle x} » est minorée par {\displaystyle n}. [pas clair]

## Nombre premier régulier
Nombre premier {\displaystyle p>2} ne divisant pas le nombre de classes du corps cyclotomique ℚ(ζp). Les nombres premiers impairs non réguliers sont dits irréguliers.

## Nombre premier deSophie Germain
Premier {\displaystyle p} tel que {\displaystyle 2p+1} soit aussi premier, ce dernier étant alors appelé un nombre premier sûr.

## Nombre premier deStern
Premier qui n'est pas de la forme {\displaystyle p+2b^{2}} avec {\displaystyle p} premier et {\displaystyle b} entier non nul. Les huit connus (2, 3, 17, 137, 227, 977, 1187, 1493) sont peut-être les seuls.

## Nombre premier supersingulier
Premier correspondant à une courbe elliptique ayant des propriétés exceptionnelles.
Il en existe exactement quinze : 2, 3, 5, 7, 11, 13, 17, 19, 23, 29, 31, 41, 47, 59 et 71.

## Nombre premier sûr
Premier {\displaystyle p} tel que {\displaystyle {\frac {p-1}{2}}} soit aussi premier, ce dernier étant alors appelé un nombre premier de Sophie Germain.

## Nombre premier unique
Premier {\displaystyle p} pour lequel la période du développement décimal de {\displaystyle {\frac {1}{p}}} est unique (aucun autre premier ne donne la même).

## Nombre premier deWall-Sun-Sun
Premier p dont le carré divise F(p – (p/5)). On ignore s'il en existe.

## Paire de Wieferich
Une paire de nombres premiers {\displaystyle \ q<p~} est dite de Wieferich si {\displaystyle \ q^{p-1}} ≡ {\displaystyle 1~~(\!\!\!\!\!\!\mod p^{2}),~} et doublement de Wieferich si de plus {\displaystyle \ p^{q-1}} ≡ {\displaystyle 1~~(\!\!\!\!\!\!\mod q^{2}).}

## Nombre premier deWilson
Premier p tel que p2 divise (p – 1)! + 1.
On conjecture qu'il existe une infinité de nombres premiers de Wilson, mais on n'en connaît que trois : 5, 13 et 563 (suite A007540 de l'OEIS).

## Nombre premier deWolstenholme
Premier p pour lequel le coefficient binomial {\displaystyle {2p-1 \choose p-1}} est congru à 1 mod p4.
On conjecture qu'il existe une infinité de nombres premiers de Wolstenholme, mais on n'en connaît que deux : 16 843 et 2 124 679.

## Nombre premier extrait d'une constante

### Nombre premier de Mills
Partie entière de {\displaystyle \theta ^{3^{n}}} pour un entier n > 0, où θ est la constante de Mills (le plus petit réel pour lequel tous ces entiers sont premiers).

### Nombre premier issu de la partie entière de puissances d'une constante
Premier égal à la partie entière, par défaut ou par excès, d'une puissance entière d'une constante égale à e, π, ou φ.

### Nombre premier issu de troncature de constante
Premier dont les {\displaystyle n} chiffres sont les {\displaystyle n} premiers chiffres, en base dix, d'une constante mathématique (virgule éventuelle non prise en compte).
Exemples : 
| Constante                      | Symboles usuels | Valeur approchée par défaut à 10–9 près (suite OEIS des chiffres de l'approximation) | Nombre n de chiffres de p (suite OEIS de ces nombres) | Nombres premiers p obtenus (suite OEIS de ces nombres premiers)                     |
| ------------------------------ | --------------- | ------------------------------------------------------------------------------------ | ----------------------------------------------------- | ----------------------------------------------------------------------------------- |
| Constante d'Apéry              | ζ(3)            | 1,202 056 903 ( A002117)                                                             | 10, 55, … ( A119334)                                  | 1 202 056 903, … ( A119333)                                                         |
| Constante de Catalan           | K ou β(2)       | 0,915 965 594 ( A006752)                                                             | 52, … ( A118328)                                      | … ( A118329)                                                                        |
| Constante de Copeland-Erdős    |                 | 0,235 711 131 ( A33308)                                                              | 1, 2, 4, 11, … ( A227530)                             | 2, 23, 2 357, … (les nombres de Smarandache-Wellin premiers forment une sous-suite) |
| Constante de Néper             | e               | 2,718 281 828 ( A001113)                                                             | 1, 3, 7, 85, … ( A064118)                             | 2, 271, 2 718 281, … ( A007512)                                                     |
| Constante d'Euler-Mascheroni   | γ               | 0,577 215 664 ( A001620)                                                             | 1, 3, 40, … ( A065815)                                | 5, 577, … (suite non disponible)                                                    |
| Constante de Glaisher-Kinkelin | A               | 1,282 427 129 ( A074962)                                                             | 7, 10, 18, … ( A118420)                               | 1 282 427, 1 282 427 129, … ( A118419)                                              |
| Constante de Golomb-Dickman    | λ, μ            | 0,624 329 988 ( A084945)                                                             | 6, 27, … ( A174974)                                   | 624 329, … ( A174975)                                                               |
| Nombre d'or                    | φ               | 1,618 033 988 ( A001622)                                                             | 7, 13, … ( A064119)                                   | 1 618 033, … ( A064117)                                                             |
| Constante de Khinchin          | K               | 2,685 452 001 ( A002210)                                                             | 1, 407, … ( A118327)                                  | 2, … (suite non disponible)                                                         |
| Constante pi                   | π               | 3,141 592 653 ( A000796)                                                             | 1, 2, 6, 38, … ( A060421)                             | 3, 31, 314 159, … ( A005042)                                                        |
| Constante de Pythagore         | √2              | 1,414 213 562 ( A002193)                                                             | 55, … ( A115377)                                      | … ( A115453)                                                                        |
| Constante de Ramanujan-Soldner | μ               | 1,451 369 234 ( A070769)                                                             | 4, 144, … ( A122422)                                  | 1 451, … ( A122421)                                                                 |
| Constante de Théodorus         | √3              | 1,732 050 807 ( A002194)                                                             | 2, 3, 19, … ( A119344)                                | 17, 173, … ( A119343)                                                               |

## Curiosités
Dans cette section, les nombres sont exprimés en base dix.

### Nombre premier diédral
Premier qui le reste lorsqu'il est observé normalement ou tête en bas, en vue directe ou en réflexion dans un miroir, sur un afficheur 7 segments (le 1 est supposé être écrit à l'anglaise, comme une barre). Ce nom vient du fait que[réf. nécessaire] le groupe de symétrie du rectangle est le groupe diédral D4 (le groupe de Klein). Ces nombres forment la suite A134996 de l'OEIS : 2, 5, 11, 101, 181, etc. Leurs seuls chiffres possibles sont 0, 1, 2, 5, et 8.
Le nombre à 180 055 chiffres 10180 054 + 8R58 5671060 744 + 1 (où Rn est un répunit) est de plus premier palindrome. Lors de sa découverte en 2009 (par Darren Bedwell), il était le plus grand nombre premier diédral connu.[réf. nécessaire]

### Nombre premier palindrome
Nombre à la fois premier et palindrome. Ces nombres forment la suite A002385 de l'OEIS : 2, 3, 5, 7, 11, 101, 131, 151, 181, 191, etc.

#### Nombre tétradique premier
Un nombre est dit tétradique s'il reste inchangé lorsque ses chiffres sont mis tête en bas ou sont inversés par des symétries centrales, c'est-à-dire[pas clair] si c'est un nombre palindrome n'utilisant que les chiffres 0, 1, et 8.
Ceux qui sont premiers forment la suite A068188 de l'OEIS (11, 101, 181, etc.), dont le plus grand connu, en 2010, était le nombre premier diédral de 180 055 chiffres mentionné ci-dessus.

### Nombre premier permutable
Premier dont toute permutation des chiffres est première, comme 13 ou 113 ou comme le répunit premier 11 (en base dix).

### Reimerp
Premier devenant un premier distinct lorsque ses chiffres sont inversés, comme 13 ou 107 (« reimerp » est le mot « premier » épelé à l'envers).

### Nombre premier tronquable
Un nombre premier est dit :
- tronquable à droite s'il reste premier lorsque ses derniers chiffres sont successivement enlevés ;
- tronquable à gauche s'il ne contient pas le chiffre 0 et s'il reste premier lorsque ses premiers chiffres sont successivement enlevés.

### Nombres 8-10-premiers-digitaux de Jean-Louis Lascoux
Nombres premiers dont les sommes itératives des chiffres en bases 8 et 10 sont également premières, jusqu'à aboutir à un terme terminal dans {2, 3, 5, 7}.